# Silja Line

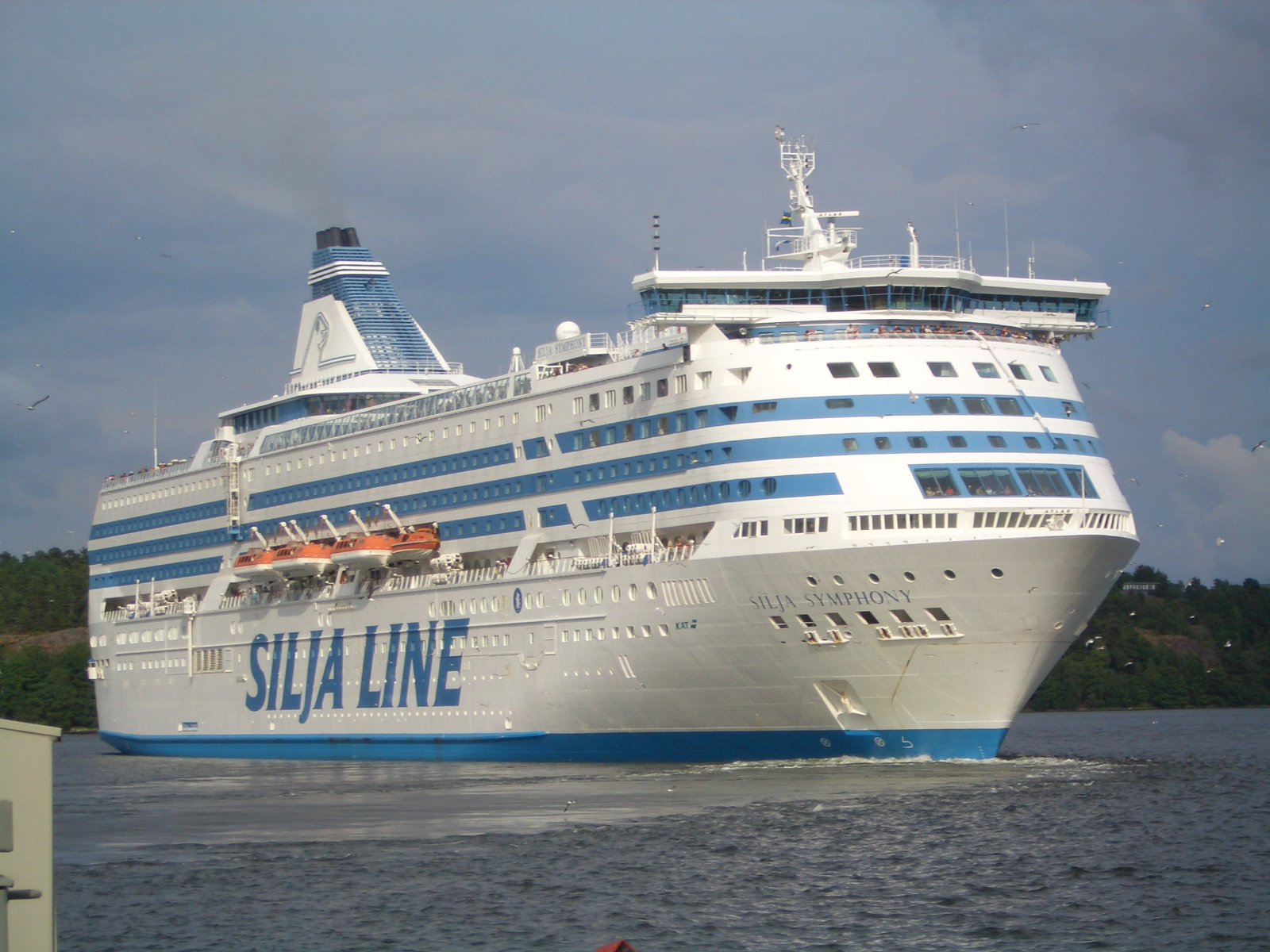

Tallink Silja Oy (ранее Silja Line, произносится Силья лайн) — крупная финская судоходная компания, совершающая рейсы на Балтике. В настоящее время является частью эстонской компании AS Tallink Grupp.
Головной офис — в городе Хельсинки, Финляндия.
Паромы компании, действующие под торговой маркой Silja Line, связывают Лонгнес, Мариехамн, Стокгольм, Турку и Хельсинки.
Она входит в число крупнейших операторов на основном рынке, перевозящих около трёх миллионов пассажиров и 200 тысяч легковых автомобилей каждый год.
Основана в 1957 году.

## Деятельность
Паромы, ранее принадлежавшие Silja Line, ныне представляющей собой часть «ТаллинкСилья», в Хельсинки по-прежнему отходят из Южной гавани, от Олимпийского терминала, расположенного неподалёку от Kauppatori (Рыночной площади). В Турку терминал Таллинксилья (бывший терминал Силья Лайн) расположен на западной окраине города при устье реки Аура. В Стокгольме паромы компании приходят в гавани Фрихамнен и Вяртахамнен. В Мариехамне паромы ТаллинкСилья заходят в Западную гавань, так же, как и паромы остальных судоходных компаний.
Выручка компании за 2005 год составляла 470 млн евро.
В 2005—2006 гг. существовали паромные линии Санкт-Петербург — Хельсинки и Санкт-Петербург — Росток, принадлежавшие компании «Силья Лайн».